# Bistum Fulda
Das Bistum Fulda (lateinisch Dioecesis Fuldensis) ist eine römisch-katholische Diözese im Norden und Osten von Hessen und, zu kleineren Anteilen, im Westen Thüringens (Gebiet um Geisa) und im Nordwesten Bayerns (Exklave Ostheim vor der Rhön). Es ist eine Suffragandiözese des Erzbistums Paderborn. Bischofssitz ist der Dom zu Fulda.

## Geschichte
Das Bistum Fulda geht zurück auf die Klostergründung des heiligen Bonifatius im Jahr 744 an der Fulda im Gebiet der Karlmann-Schenkung. Bonifatius ernannte seinen Schüler Sturmius zum ersten Abt des Klosters Fulda.
Am 4. November 751 gewährte Papst Zacharias das von Bonifatius erbetene Zachariasprivileg, das das Kloster direkt dem Heiligen Stuhl unterstellte. Diese besondere Verbundenheit Fuldas zu Rom kommt auch heute noch in der großen Petrus-Statue im Fuldaer Dom zum Ausdruck. Als Rechtsfolge daraus verblieben die Jurisdiktion und das Weiherecht in den weitverzweigten Besitzungen des Klosters zwar beim jeweiligen Diözesanbischof, in dessen Bistum sie sich befanden, waren aber an die vorherige Einladung durch Abt und Konvent gebunden. Diese konnten das Kloster und seinen Besitz somit vor unerwünschten Eingriffen schützen, das Kloster hatte aber noch keine Exemtion aus dem Diözesanverband erlangt. Dennoch stellt das Zachariasprivileg die Grundlage für die spätere Entwicklung dar, die im 17. Jahrhundert eine quasibischöfliche Stellung des Fuldaer Abtes herbeiführte und 1752 mit der Erhebung Fuldas zum Bistum abgeschlossen wurde.
Aufgrund der Überführung des Leichnams des als Märtyrer verehrten Bonifatius nach Fulda entwickelte sich das Kloster Fulda mit dem Bonifatiusgrab schnell zu einem Wallfahrtsort von überregionaler Bedeutung, die er bis heute nicht eingebüßt hat. Die Heiligen Bonifatius und Sturmius wurden zu Schutzpatronen des Klosters und später des Bistums.

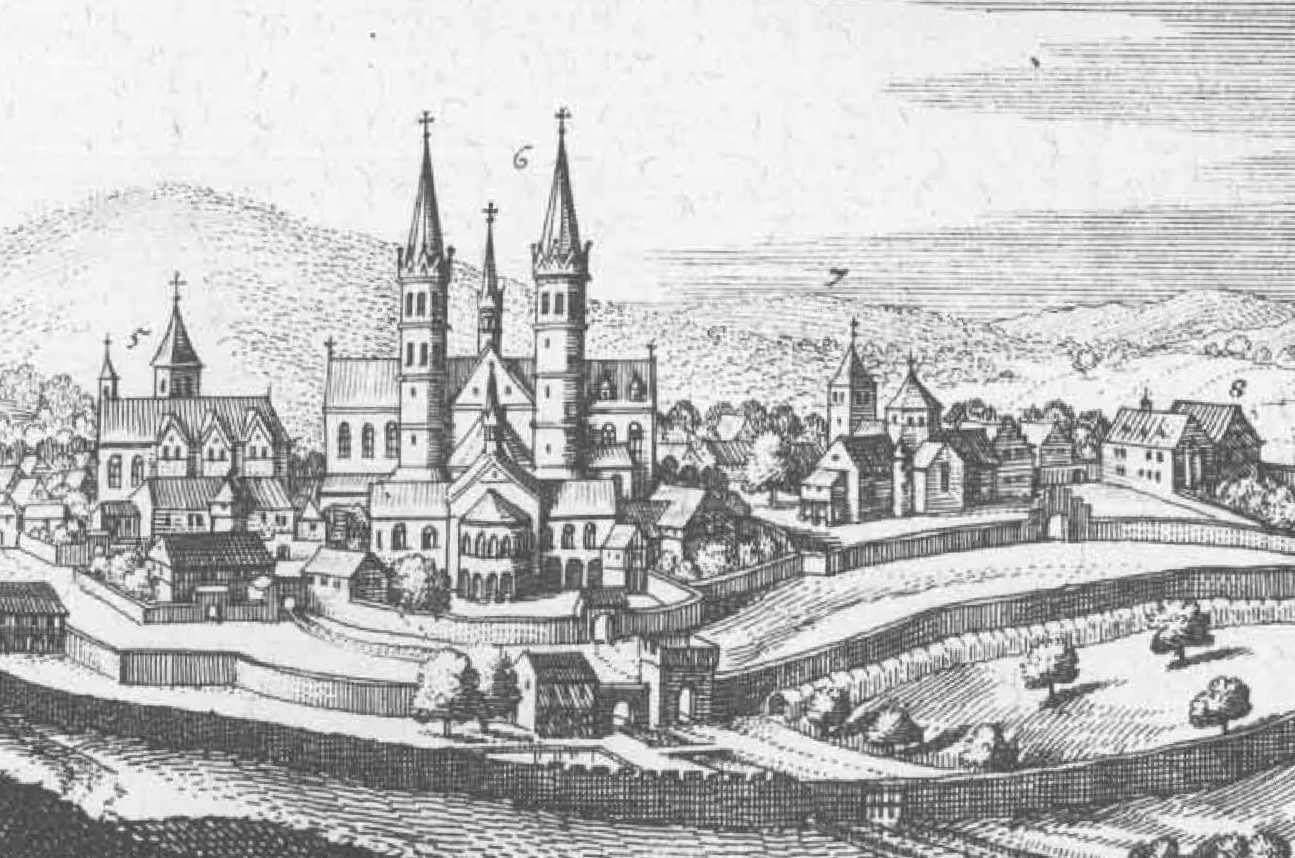
Blick auf das Kloster (1655). In der Mitte ist die Ratgar-Basilika zu sehen.

Zwischen 791 und 819 wurde im Kloster Fulda die Ratgar-Basilika nach dem Vorbild des alten Petersdoms in Rom erbaut und war der größte Kirchenbau nördlich der Alpen. Durch Schenkungen gewann das Kloster Fulda in den folgenden Jahrhunderten immer mehr Einfluss und wurde im 9. Jahrhundert unter Abt Rabanus Maurus zum wissenschaftlichen Mittelpunkt des Reiches. 1220 wurde die Abtei durch Kaiser Friedrich II. zur Fürstabtei erhoben.

### Frühe Neuzeit
Fürstabt Balthasar von Dernbach (1570–1606) bemühte sich um die Gegenreformation und siedelte 1571 die Jesuiten in Fulda an, die hierzu einen beträchtlichen Beitrag leisteten. Die Bemühungen Balthasars, insbesondere um die Besserung des Fuldaer Domkapitels, brachten jedoch sowohl dieses als auch die protestantischen Fürsten gegen ihn auf, so dass sie den Würzburger Fürstbischof Julius Echter im Mai 1576 aufforderten, die Regierungsgewalt im Hochstift Fulda zu übernehmen. Der vertriebene Balthasar floh nach Mainz, wo er Papst und Kaiser um Hilfe bat. Die Übernahme Fuldas wurde für null und nichtig erklärt und Papst Gregor XIII. drohte Echter mit dem Kirchenbann, falls Würzburg Fulda nicht wieder herausgeben würde. Echter bestand auf einer gerichtlichen Klärung, die aufgrund eines 26 Jahre dauernden Prozesses vor dem Reichshofrat am 7. August 1602 erfolgte: Würzburg musste das Hochstift zurückgeben; das Fuldaer Domkapitel, die Ritterschaft und die Städte wurden zu einer Geldstrafe verurteilt und hatten gemeinsam die Prozesskosten zu übernehmen. Nach seiner Rückkehr setzte Balthasar seine Politik fort und ließ durch Balthasar Nuss Hexenprozesse durchführen. Er erreichte die vollständige Wiederherstellung des Katholizismus in der Stadt und im Stift Fulda.

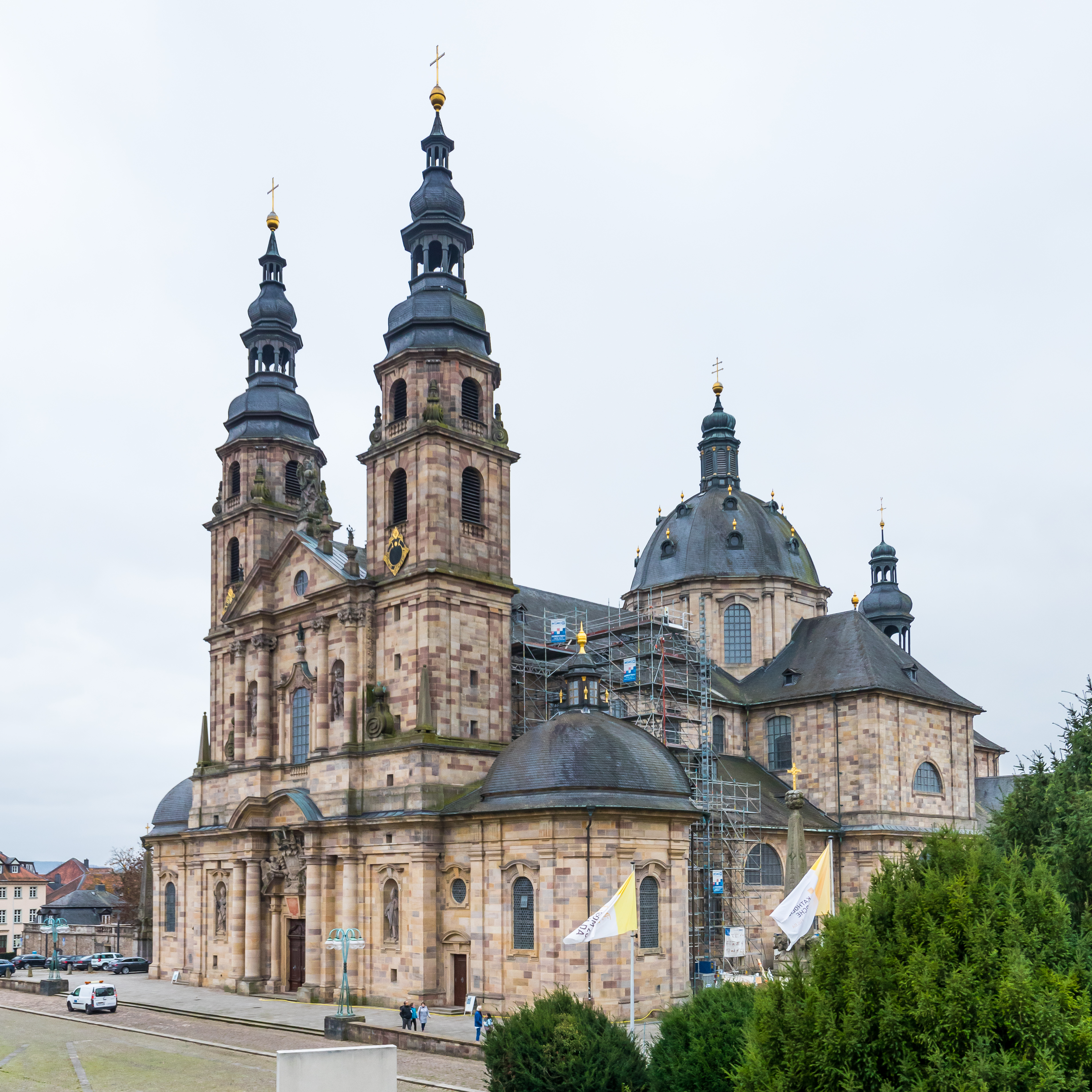
Dom St. Salvator zu Fulda.

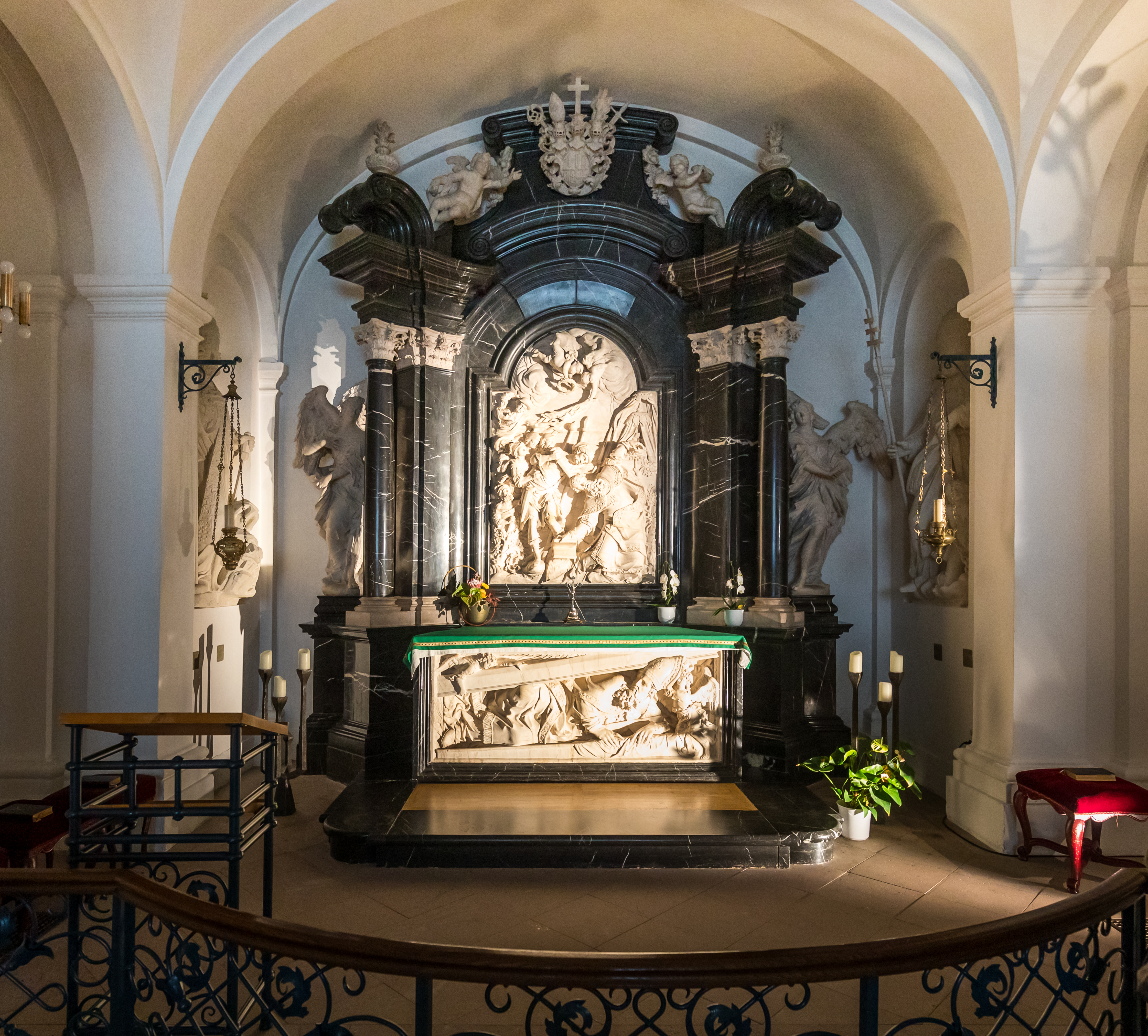
Das Grab des Heiligen Bonifatius im Fuldaer Dom.

Die Ratgar-Basilika wurde 1700 im Auftrag Fürstabts Adalbert von Schleifras abgerissen und von Johann Dientzenhofer durch einen barocken Neubau ersetzt, teilweise auf den alten Fundamenten und unter Einbeziehung aufgehenden Mauerwerks; mit der Gründung des Bistums wurde die Klosterkirche zur Kathedrale. Das Salvator-Patrozinium wurde beibehalten, das von seinem ursprünglichen Standort im Hochchor der Westapsis der Ratgarbasilika wohl 1420, sicher aber vor 1478 in die Westkrypta verlegte Bonifatiusgrab in die Bonifatiusgruft unter dem Hochaltar des Barockbaus überführt.
Seit dem ausgehenden 16. Jahrhundert strebten die Fuldaer Äbte die Erlangung quasi-episkopaler Befugnisse an. Nachdem bereits 1593 Papst Clemens VIII. die Formulierung nullius dioecesis („keiner Diözese zugeordnet“) auf Abt und Kapitel von Fulda angewendet hatte, erlangte der Abt 1604 die iurisdictio quasi-episcopalis („quasi-bischöfliche Jurisdiktion“), die im Hammelburger Vertrag von 1662 zwischen Fürstabt Joachim von Gravenegg und Johann Philipp von Schönborn bestätigt wurde, der seit 1647 das Mainzer Erzbistum und das Würzburger Bistum in seiner Hand vereinigt hatte. Ein 1688 von Würzburg erneut angestrengter Rechtsstreit wurde 1721 von der römischen Kurie zugunsten Fuldas entschieden. Im Karlstadter Vertrag von 1722 wurde daraufhin der Hammelburger Vertrag im Wesentlichen bestätigt.
Unter Fürstabt Adolf von Dalberg empfing Stephan Cloth am 25. Januar 1727 die Bischofsweihe als Titularbischof von Derbe und fungierte seither als Fuldaer Weihbischof. Nach dessen Tod folgte ihm Amand von Buseck 1728 als Weihbischof in Fulda, der 1737 die Nachfolge Dalbergs als Fürstabt antrat. Damit war nun erstmals der Fürstabt selbst in der Lage, das Weiherecht auszuüben.

### Erhebung zum Bistum
Am 5. Oktober 1752 wurde in der Konsequenz dieser Entwicklung die Fürstabtei von Papst Benedikt XIV. in den Rang eines Bistums erhoben und Amand von Buseck als Fürstbischof erster Diözesanbischof des neuen Bistums. Damit waren die mit wissenschaftlichen (Johann Friedrich Schannat, Johann Georg von Eckhart) und juristischen Mitteln bis hin zu jahrzehntelangen Prozessen vor der Kurie ausgetragenen Kompetenzstreitigkeiten mit dem Erzbistum Mainz und vor allem dem Bistum Würzburg, in dem der Großteil der fuldischen Besitzungen lag, beendet.
1803 wurde mit dem Reichsdeputationshauptschluss das Hochstift Fulda aufgelöst und im Zuge der Säkularisation dem Fürstentum Nassau-Oranien-Fulda zugeschlagen. Als Jurisdiktion blieb das Bistum jedoch nicht nur kirchenrechtlich, sondern auch faktisch bestehen. Fürstbischof Adalbert von Harstall wirkte bis 1814 als Oberhirte. Nach seinem Tod wurde das Bistum durch den Apostolischen Vikar Heinrich Freiherr von Warmsdorf OSB verwaltet. Der Gebrauch des Titels Fürstbischof sowie die Verwendung der damit verbundenen weltlichen Würdezeichen (wie Fürstenhut und -mantel) wurde erst 1951 durch Papst Pius XII. formell abgeschafft. Durch die Bullen Provida solersque 1821 wurde die Diözese als kurhessisches Landesbistum neu umschrieben und durch Ad dominici gregis custodiam 1827 wurde die Bischofswahl geregelt. 1857 kamen auch die Katholiken des Großherzogtums Sachsen-Weimar-Eisenach unter die Oberhoheit des Bistums Fulda. Nachdem Kurhessen 1866 an Preußen gefallen war, blieb der Bischofssitz während des Kulturkampfes von 1873 bis 1881 vakant.
1929 verlor das Bistum eine Reihe von Gemeinden, die bis 1866 zu Kurhessen gehört hatten und zwischen 1895 und 1928 in die Stadt Frankfurt am Main eingemeindet worden waren, an das Bistum Limburg, nämlich Bockenheim, Berkersheim, Eckenheim, Eschersheim, Ginnheim, Praunheim, Preungesheim, Seckbach und Fechenheim. Gleichzeitig bekam Fulda vom Bistum Paderborn das überwiegend katholische Kommissariat Heiligenstadt und das Dekanat Erfurt. 1930 wechselte der bis 1866 kurhessische Landkreis Grafschaft Schaumburg zum Bistum Hildesheim.

### Nachkriegsgeschichte
Durch die Teilung Deutschlands nach dem Zweiten Weltkrieg wurde es für den Fuldaer Bischof zunehmend schwerer, seine Amtsgeschäfte in den in der Ostzone liegenden Bistumsteilen wahrzunehmen. Deshalb erfolgte 1946 für die östlichen Gebiete des Bistums Fulda die Einsetzung des Erfurter Dompropstes Joseph Freusberg zum Generalvikar mit Sitz in Erfurt, der 1953 auch Weihbischof wurde. Sein Nachfolger Hugo Aufderbeck wurde 1968 zum Bischöflichen Kommissar ernannt. Mit der Neuordnung der katholischen Kirche in der DDR wurden 1973 per Dekret des Heiligen Stuhls die Gebiete der Bistümer Fulda und Würzburg dem neuen Bischöflichen Amt Erfurt-Meiningen zugeordnet. Leiter des Bischöflichen Amtes wurde ein Apostolischer Administrator als Titularbischof.
Am 17. und 18. November 1980 wurde Papst Johannes Paul II. bei seinem Besuch am Bonifatiusgrab von mehr als 100.000 Gläubigen begeistert auf dem Domplatz empfangen und zelebrierte dort eine Heilige Messe. Von 1983 bis 2000 stand mit Erzbischof Johannes Dyba dem Bistum ein über Fulda hinaus gefragter, aber auch kontroverser Mann vor.
Nach einem Vertrag zwischen dem Heiligen Stuhl und dem Freistaat Thüringen über die Errichtung des Bistums Erfurt vom 14. Juni 1994 wurde das Bischöfliche Amt Erfurt-Meiningen am 8. Juli 1994 mit der Apostolischen Konstitution Quo aptius durch Papst Johannes Paul II. zum Bistum erhoben und der Kirchenprovinz Paderborn zugeordnet. Nur das Dekanat Geisa in der thüringischen Rhön verblieb aufgrund geschichtlich sehr enger Verbindungen beim Bistum Fulda.
Um das Bistum auf einen Rückgang von Gottesdienstbesuchern, Priestern und finanziellen Mitteln einzustellen, rief Bischof Algermissen 2002 den „Pastoralen Prozess“ ins Leben, in dessen Verlauf die Pfarreien 2006 in 48 Pastoralverbünden zusammengefasst wurden (wobei die Pfarreien ihre Selbstständigkeit behielten) und 2007 die Zahl der Dekanate von 21 auf 10 reduziert wurde. Im Bistum Fulda leben 369.854 Katholiken (31. Dezember 2020).

### Fälle des sexuellen Missbrauchs
Die unabhängige Kommission zur Aufarbeitung sexualisierter Gewalt durch katholische Priester, Diakone und Ordensangehörige im Bereich des Bistums Fulda stellte ihren Bericht nach vierjähriger Arbeit am 17. Juni 2025 vor. Demnach gab es im Bistum seit 1945 bis zum 31. Dezember 2024 mindestens 120 mutmaßlich Betroffene, es kam 239-mal zu strafbaren sexuellen Handlungen. Dabei geht die Kommission von einer hohen Dunkelziffer aus. An 37 Betroffene wurden finanzielle Leistungen in Anerkennung des Leids geleistet.
In dem Bericht heißt es u. a.: „Eine Form des Klerikalismus bei den Verantwortlichen des Bistums, die Missbrauch ermöglichte, zeigte sich darin, dass man offenbar blind für das Leid der Betroffenen war. Es war kein Interesse an dem Ergehen der Betroffenen erkennbar. Niemand fragte nach ihnen, und wenn sie im Zusammenhang mit einem aufgedeckten Missbrauch bekannt waren, gab es in der Kommunikation mit den Betroffenen nur das Bemühen, den Missbrauchsfall nicht nach außen bekannt werden zu lassen und den Ruf der Kirche nicht zu schädigen. …  Die Situation und die Not der Betroffenen wurden nicht gesehen. … Die Leitungsverantwortlichen des Bistums reagierten auf Hinweise sexuellen Missbrauchs häufig dadurch, dass sie den Aussagen eines Priesters bei entsprechenden Beschuldigungen oder nur Gerüchten ohne jede weitere Überprüfung glaubten, allein weil man den Priester in seinem Status als Priester als besonders glaubwürdig ansah. … Mehrfach [wurden] spätere Beschuldigte in das Priesterseminar aufgenommen und schließlich auch geweiht, obwohl es erhebliche Bedenken gegen die Weihe gegeben hatte. Hinweisen von Priestern und anderen Personen aus den Heimatgemeinden wurde nicht ausreichend nachgegangen oder sie wurden nicht ernst genommen.“ Als Verantwortliche benannte die Kommission Bischof Adolf Bolte, die Generalvikare Robert Günther (1931 bis 1955) und Joseph Plettenberg (1959 bis 1975) sowie den im Untersuchungszeitraum am längsten personalverantwortlichen Weihbischof Johannes Kapp, die „deutlich erkennbar von dem vorrangigen Bemühen getragen [gewesen seien], ein Bekanntwerden von Vorfällen in der Öffentlichkeit zu verhindern“. Bischof Johannes Dyba selbst habe trotz mehrerer massiver Missbrauchsfälle erst dann Veranlassung gesehen, aktiv zu werden, als auf Grund der Entscheidungen von Weihbischof Kapp auch gegen ihn strafrechtliche Ermittlungen aufgenommen worden waren.

## Äbte und Bischöfe von Fulda

Fürstbischof und Fürstabt Heinrich VIII. von Bibra

Nach der Klostergründung 744 wurde zunächst Sturmius Abt im Kloster Fulda. Ihm folgten weitere 46 Äbte, darunter Ratgar (802–817), Rabanus Maurus (822–842) und Gernot von Fulda (1165). Nachdem das Kloster 1220 durch Kaiser Friedrich II. zur Fürstabtei erhoben wurde, regierten in Fulda 69 Fürstäbte von Konrad III. von Malkes (1221–1249) über Balthasar von Dernbach (1570–1576 und 1602–1606) bis Adalbert von Schleifras (1700–1714), Konstantin von Buttlar (1714–1726) und Adolf von Dalberg (1726–1737) in der Hochzeit der barocken Baukunst in Fulda.
Unter Fürstabt Amand von Buseck (1737–1756) wurde die Abtei 1752 schließlich zum Bistum erhoben. Ihm folgten Adalbert II. von Walderdorff (1757–1759) und Heinrich von Bibra (1759–1788). Letzter Fürstbischof bis zur Auflösung des geistlichen Fürstentums 1803 war Adalbert von Harstall (1789–1814).
Seit 1803 hatten 14 Männer das Amt des Bischofs von Fulda inne. Die bisher letzten waren Adolf Bolte (1959–1974), Eduard Schick (1975–1982) und Johannes Dyba (1983–2000), der aus seiner vorherigen vatikanischen Diplomatenzeit als Apostolischer Nuntius und Titularerzbischof von Neapolis in Proconsulari den persönlichen Titel eines Erzbischofs beibehielt. Von 2001 bis 2018 war Heinz Josef Algermissen Bischof von Fulda; er wurde von Weihbischof Karlheinz Diez sowie Weihbischof emeritus Johannes Kapp unterstützt. Seit dem Rücktritt Algermissens am 5. Juni 2018 war das Bistum vakant.
Michael Gerber, bisheriger Weihbischof von Freiburg, wurde nach der Wahl durch das Fuldaer Domkapitel am 13. Dezember 2018 durch Papst Franziskus als Nachfolger von Heinz Josef Algermissen zum Bischof von Fulda ernannt und am 31. März 2019 mit einem Festgottesdienst im Fuldaer Dom in sein Amt eingeführt.

## Domkapitel
Das Domkapitel ist eine juristische Person sowohl nach kirchlichem als auch nach staatlichem Recht. Es ist für die feierliche Gestaltung der Gottesdienste im Hohen Dom zu Fulda verantwortlich und unterstützt darüber hinaus den Bischof in der Leitung der Diözese. Im Falle der Vakanz des bischöflichen Stuhls wählt es den Diözesanadministrator und gemäß Art. 6 Abs. 1 des Preußenkonkordats den neuen Bischof.
Die Mitgliedschaft im Fuldaer Stifts- bzw. späteren Domkapitel war bis zum Ende des Hochstifts dem Adel vorbehalten. Anlässlich der Erhebung der Abtei zum Bistum im Jahr 1752 wurde die Mitgliederzahl auf 15 Personen beschränkt. Der an der Spitze des Kapitels stehende Dechant sowie die acht, seit 1735 neun ältesten Kapitulare hatten jeweils Propsteien inne, die aus Nebenklöstern hervorgegangen waren und sich im Laufe der Zeit zu eigenständigen Verwaltungssitzen entwickelt hatten. Traditionell war die Propstei Neuenberg mit dem Amt des Dechanten verbunden. Es bestanden folgende Propsteien:
- Blankenau
- Holzkirchen
- Johannesberg
- Michaelsberg
- Neuenberg
- Petersberg
- Sannerz
- Thulba
- Zella

### Aktuelle Mitglieder
Im Zuge der Neuorganisation der katholischen Kirche in Deutschland nach dem Wiener Kongress wurde in der Bulle Provida solersque 1821 festgelegt, dass das Fuldaer Domkapitel aus dem Domdechanten und vier weiteren Domkapitularen besteht. Seit 1929 (Art. 2 Abs. 7 Preußenkonkordat) besteht das Kapitel aus dem Dechanten und fünf weiteren Kapitularen. Die Domkapitulare ernennt der Bischof abwechselnd nach Anhörung und mit Zustimmung des Kapitels. Der Domdechant wird durch das Kapitel gewählt und dann vom Bischof bestätigt.
Mitglieder des Kapitels sind (Stand: November 2021):
- Domdechant Weihbischof Karlheinz Diez (seit 2005, Domdechant seit 2021)
- Bußkanoniker Lothar Wächter (seit 2002)
- Peter-Martin Schmidt (seit 2004)
- Christof Steinert (seit 2014)[17]
- stellvertretender Generalvikar Thomas Renze (seit 2021)[18]
- Liturgieprofessor Cornelius Roth (seit 2021)[19]

Am 6. November 2020 schied Domkapitular Gerhard Stanke aus dem Kapitel aus.
Am 1. Oktober 2021 schied Domdechant Werner Kathrein aus dem Kapitel aus.
Zum Domkapitel gehören ferner vier Dompräbendaten.

## Bistumsgliederung
Das Gebiet des Bistums umfasst ein Gebiet von annähernd 10.000 km² reicht vom Frankfurter Stadtteil Bergen-Enkheim entlang der hessisch-bayerischen Grenze nach Osthessen und bis ins thüringische ehemalige Dekanat Geisa. Außerdem gehören der katholikenarme Norden Hessens und die Region um Marburg zum Bistum. Der Vogelsberg wird dreiseitig von den Bistumsgrenzen umschlossen, gehört aber zum Bistum Mainz.
Seit der Erhebung des bischöflichen Amts Erfurt-Meiningen zum Bistum Erfurt entspricht das Gebiet des Bistums zu großen Teilen dem des ehemaligen Kurfürstentums Hessen und ist auch weitgehend deckungsgleich mit dem Territorium der Evangelischen Kirche von Kurhessen-Waldeck.
Eine Besonderheit ist die Kuratie Ostheim vor der Rhön, die kirchenrechtlich als ehemalige thüringische Exklave noch zum Bistum Fulda gehört, aber seit 1945 vom Bistum Würzburg seelsorgerlich betreut wird.

## Neugliederung
Im Bistum Fulda hat Bischof Heinz Josef Algermissen im Jahr 2002 im Rahmen des „Pastoralen Prozesses“ die Einrichtung von 48 Pastoralverbünden veranlasst. Ein Pastoralverbund ist ein Seelsorgebezirk der verbindlichen Kooperation und des gemeinsamen Handelns rechtlich selbständiger, benachbarter Pfarreien im Sinne von can. 374 § 2 CIC.
Im Jahr 2014 wurden „Grundsätze für die Pastoral im Bistum Fulda“ erarbeitet, woraufhin der Prozess „Bistum 2030“ in Gang gesetzt wurde. Dies wird eine Reduktion der Pfarreien auf ca. 45 Gemeinden beinhalten. Die bisher bestehenden Pastoralverbünde werden dann aufgelöst.
Bischof Michael Gerber hat im Jahr 2022 die Pfarreientwicklung gestartet, die die bisherigen Gemeinden in 28 Großpfarreien zusammenfassen wird. Als zeitlicher Horizont wird die Mitte der 2030er Jahre genannt.

### Dekanate und Pastoralverbünde
Das Bistum Fulda gliederte sich seit 1. April 2007 in 10 Dekanate mit insgesamt 48 Pastoralverbünden, die sich aus 224 Pfarreien bildeten.
Die Zahl der Pastoralverbünde hat sich bis 2011 durch Zusammenlegungen auf 43 reduziert, ebenso ist die Zahl der Pfarreien auf etwa 150 zurückgegangen.
Mit Wirkung vom 1. Mai 2024 sind die Pastoralverbünde neu umschrieben worden und spiegeln nun als Vorstufe die zukünftigen 28 Großpfarreien ab.
- Eschwege-Bad Hersfeld
- Fritzlar
- Fulda
- Hanau
- Hünfeld-Geisa
- Kassel-Hofgeismar
- Kinzigtal
- Marburg-Amöneburg
- Neuhof-Großenlüder
- Rhön

## Klöster und Ordensgemeinschaften

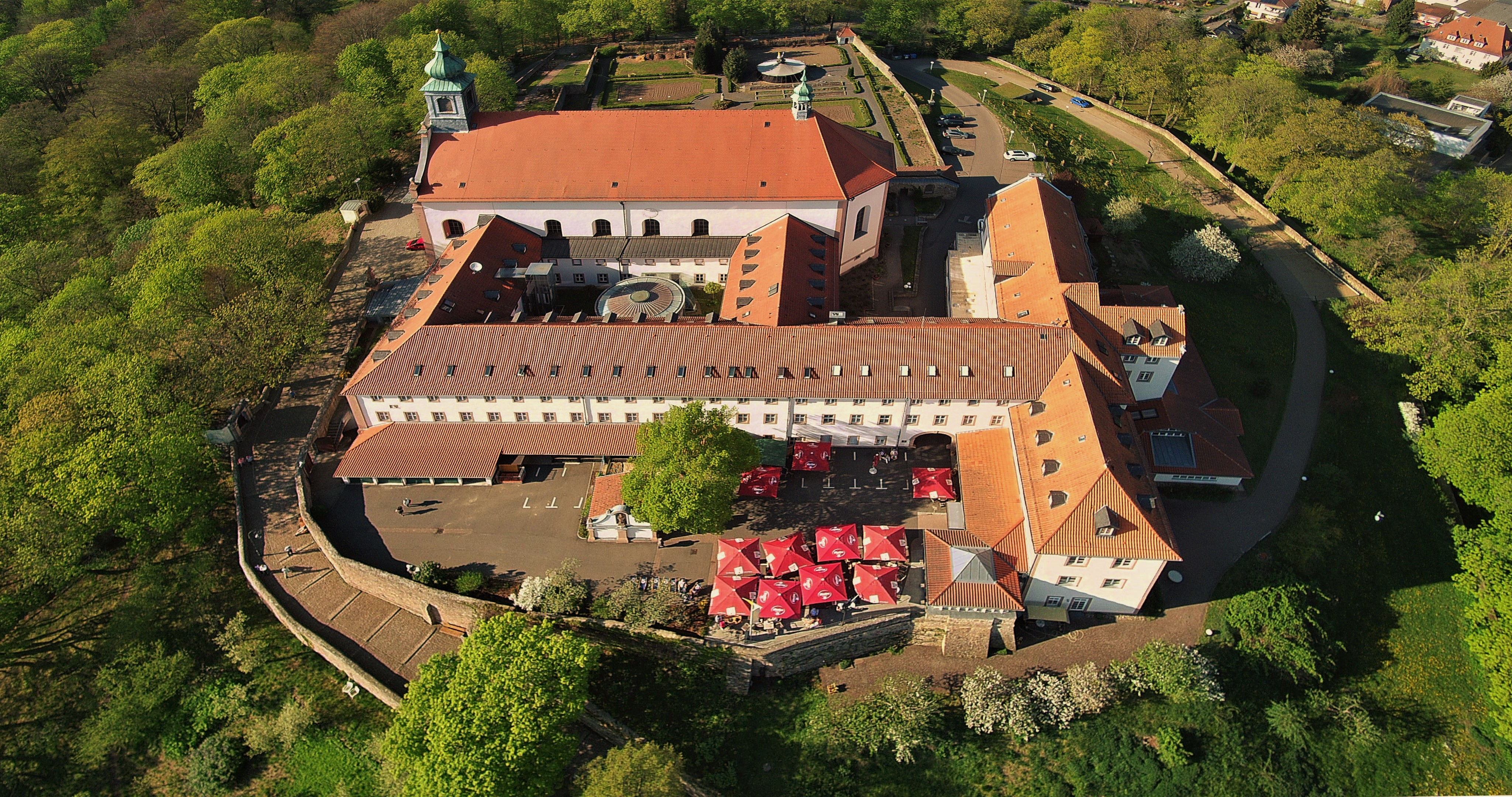
Blick auf das Kloster Frauenberg

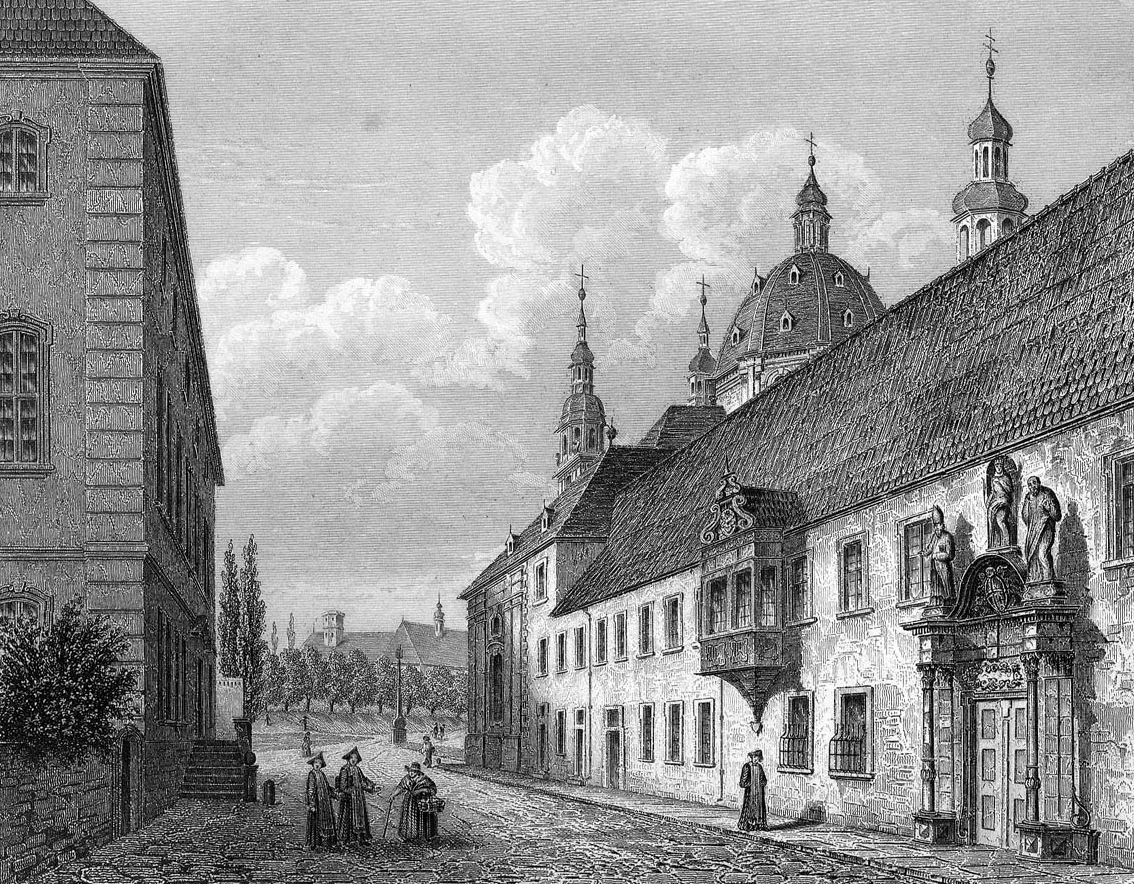
Ansicht von Priesterseminar und Bibliothek in Fulda, 1850

Insgesamt sind im Bistum Fulda etwas mehr als 20 Ordensgemeinschaften angesiedelt oder tätig.
Das ursprüngliche, von Bonifatius gegründete Benediktinerkloster, das lange Zeit Fuldas geistliches, wissenschaftliches und politisches Zentrum bildete, wurde mit dem Reichsdeputationshauptschluss 1803 aufgelöst. Seitdem sind in den ehemaligen Klostergebäuden das Priesterseminar und die Domdechanei untergebracht.

### Nennenswerte Ordensniederlassungen im Bistum
- Benediktinerinnen zur Hl. Maria in der Fuldaer Innenstadt

In der Abtei zur Heiligen Maria im Stadtzentrum Fuldas leben Benediktinerinnen und betreiben kunsthandwerkliche Werkstätten, einen Klostergarten sowie einen Klosterladen.
- Franziskanerkloster Fulda

Auf dem Frauenberg hoch über der Stadt Fulda befindet sich das Kloster der Franziskaner mit Gästehaus. Dort befand sich auch bis 2010 die Zentrale der thüringischen Franziskanerprovinz, die dann mit den übrigen Franziskanerprovinzen in Deutschland fusionierte. 2016 ging die Deutsche Franziskanerprovinz eine enge Kooperation mit „antonius – Netzwerk Mensch“ ein, das in den Klostergebäuden ein inklusives Wohnprojekt für Menschen mit und ohne Behinderung einrichten und das Gästehaus weiterführen will.
- Bonifatiuskloster Hünfeld

Das Kloster der Oblaten der Unbefleckten Jungfrau Maria (OMI) im osthessischen Hünfeld, die daher auch Hünfelder Oblaten genannt werden, besteht seit 1895. Im Jahr 2016 wurde eine Jugendkommunität in Fulda eröffnet.
- Mutterhaus Fulda der Barmherzige Schwestern vom hl. Vinzenz von Paul

Das Mutterhaus besteht seit 1834 mit mehreren Alten- und Pflegeheimen, Kindergärten und anderen Einrichtungen der Krankenpflege im Bistum.
- Kloster Marienheide

Dieser Konvent der kontemplativen Ordensgemeinschaft der Schwestern von Betlehem wurde 1991 gegründet und siedelte sich im Jahr 2000 im früheren Gutsdorf Wollstein im nordhessischen Waldkappel-Harmuthsachsen an.

### Weitere Ordensniederlassungen im Bistum

#### Fritzlar
Im Norden des Bistums, in Fritzlar, war das Priorat St. Hermann Josef der Prämonstratenser angesiedelt, bis es 2010 wegen eines Kindesmissbrauchskandals geschlossen wurde.

#### Petersberg

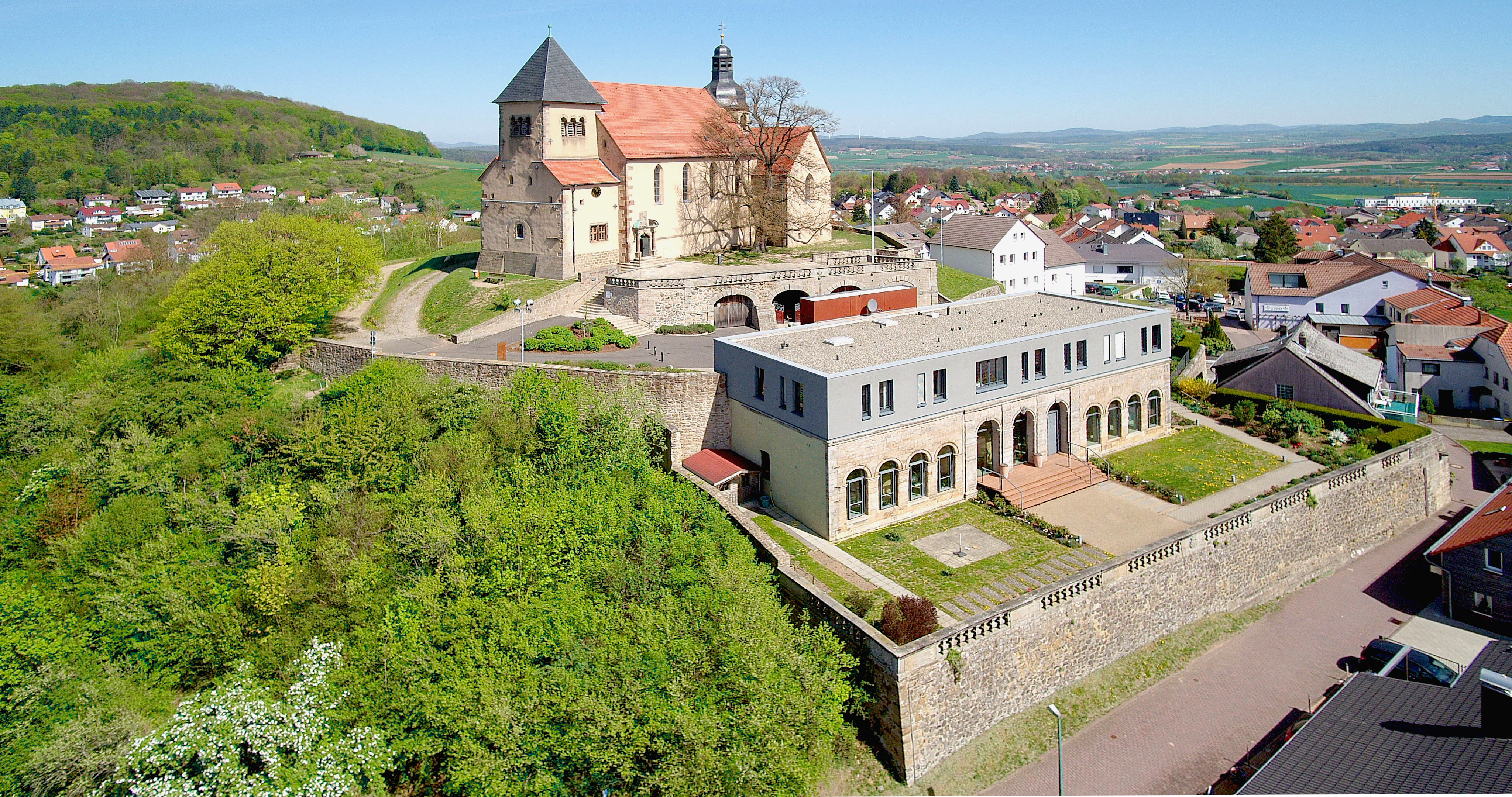
St. Peter und die „Cella St. Lioba“ im Vordergrund

An der Kirche St. Peter besteht seit 1997 ein Konvent die „Cella St. Lioba“ der Liobaschwestern aus dem Kloster Wald. Die Gemeinschaft der Benediktinerinnen von der Heiligen Lioba wurde 1920 von Maria Benedikta Föhrenbach in Freiburg im Breisgau gegründet.

#### Künzell-Dietershausen

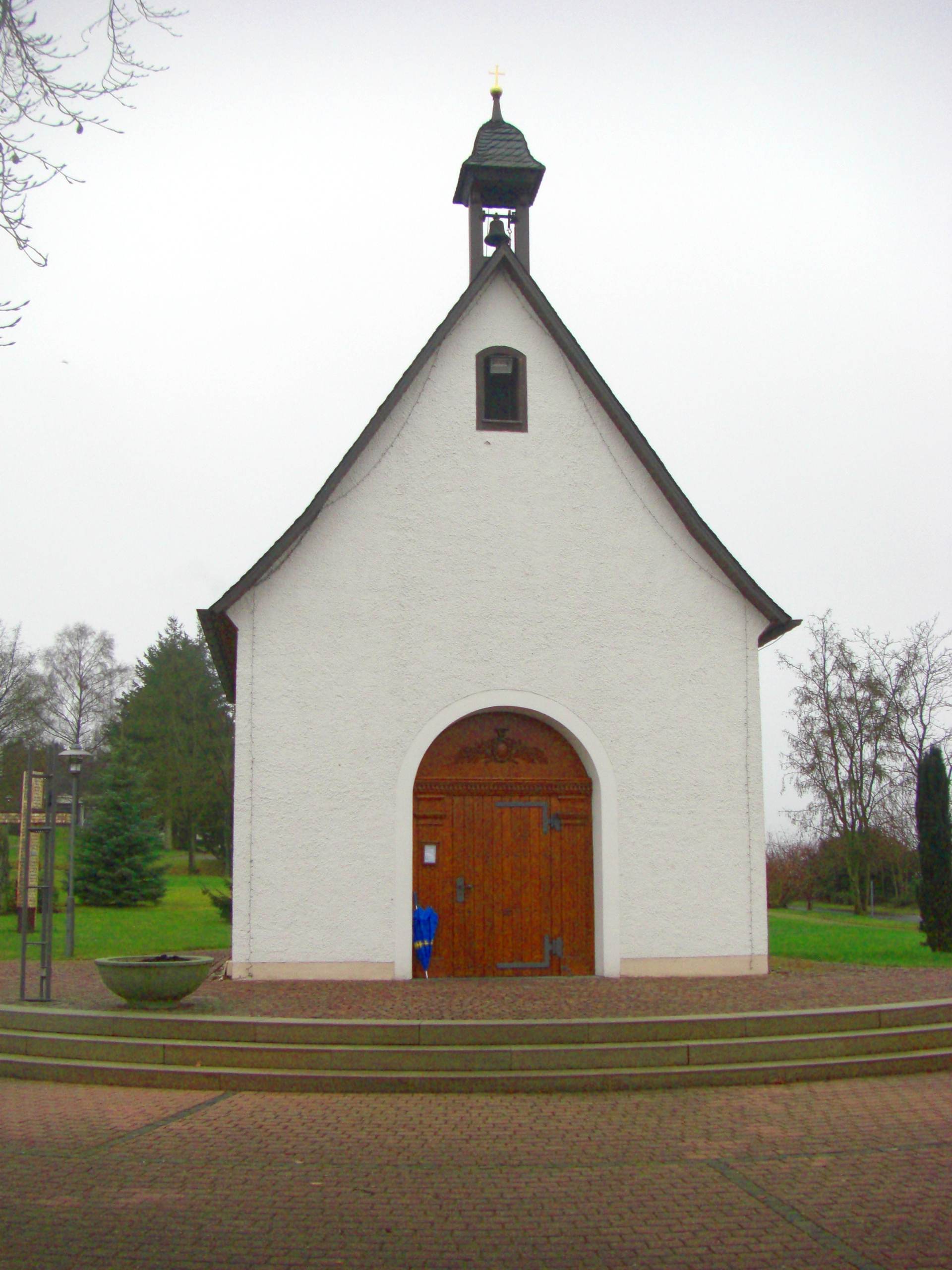
Das Schönstattheiligtum in Dietershausen

Im Künzeller Ortsteil Dietershausen befindet sich ein Zentrum der Schönstatt-Bewegung, zu dem unter anderem das Provinzhaus der Schönstätter Marienschwestern gehört, ein Mutterhaus für mehrere Diözesen.

#### Sinntal-Sannerz
Im Sinntaler Ortsteil Sannerz ist mit dem Orden der Salesianer Don Boscos ein weiterer Männerorden aktiv. Neben der Pfarrseelsorge wird besonders Jugendarbeit im Jugendhilfezentrum Don Bosco geleistet. Das Jugendhilfezentrum Don Bosco Sannerz ist eine Einrichtung in Trägerschaft der Deutschen Provinz der Salesianer Don Boscos. Bereits im Jahr 1946 übernahmen die Salesianer Don Boscos in Sannerz die Einrichtung für Schüler und Schulentlassene.

## Bistumsheilige
Hauptpatron ist der Gründer und Förderer des Klosters, der im Dom begrabene heilige Bonifatius, dem zu Ehren die jährliche Bonifatiuswallfahrt zum Dom in Fulda abgehalten wird. Die heilige Elisabeth von Thüringen ist Zweitpatronin des Bistums. Weitere Bistumsheilige sind Bardo, Lioba, Rabanus Maurus und Sturmius, der Schüler des Bonifatius, die alle auch in Fulda wirkten.

## Diözesankalender
Der Regionalkalender für das deutsche Sprachgebiet wird um Eigenfeiern ergänzt, die für das Bistum Fulda gelten. Diese sind im Diözesankalender des Bistums Fulda aufgeführt.

## Jugend- und Erwachsenenbildung

### Schulen und Hochschulen
Bildungseinrichtungen des Bistums Fulda
Das Bistum unterhält neben mehreren Schulen eine eigene wissenschaftliche Hochschule und Einrichtungen für die Jugendarbeit sowie der Weiterbildung.
| Name                                   | Ort |
| -------------------------------------- | --- |
| Katholische Akademie des Bistums Fulda | Fulda |
| Jugendwerk St. Michael                 | „Ludwig-Wolker-Haus“ in Kleinsassen und das „Thomas-Morus-Haus“ sowie die „Pater-Löslein-Hütte“ beide in Hilders |
| Katholisch-Theologisches Seminar       | Marburg |
| Priesterseminar                        | Fulda |
| Theologische Fakultät                  | Fulda |
| Mädchenrealschule St. Josef            | Großauheim |
| Stiftsschule St. Johann                | Amöneburg |
| Ursulinenschule                        | Fritzlar |

### Erwachsenenbildung
Die Katholische Akademie des Bistums Fulda, spricht mit seinen Angeboten der theologisch-religiösen und politisch-sozialen Bildung alle Menschen und gesellschaftlichen Gruppen an. Es umfasst die Erwachsenen- und Jugendbildung, familienpädagogische Angebote, Weiterbildung für Kranken- und Altenpflegepersonal, kulturhistorische Veranstaltungen und Ausstellungen. Die Katholische Akademie des Bistums Fulda ist Mitglied der Katholischen Erwachsenenbildung – Landesarbeitsgemeinschaft Hessen.

### Jugendarbeit
Die kirchliche Jugendarbeit im Bistum ist zusammen mit dem bischöflichen Jugendamt unter der Leitung von Jugendpfarrer Thomas Renze geprägt von vielen kirchlichen Jugendverbänden.
Die meisten Verbände gehören dem BDKJ an. Dazu gehören Deutsche Jugendkraft (DJK)-Sportjugend, Deutsche Pfadfinderschaft Sankt Georg (DPSG), Junge Aktion der Ackermann Gemeinde, Katholische Junge Gemeinde (KJG), Kolpingjugend, Junge-KAB, Katholische Landjugendbewegung und die vom Jugendwerk St. Michael getragenen Verbände J-GCL, KSJ, Malteser Jugend.
Weiterhin bestehen im Bistum die Schönstatt-Mannesjugend und -MJF und mit dem Sitz des deutschlandweiten Oblaten-Jugendbüros im Jugendkloster Mario Borzaga der Oblaten M.I. in Fulda. Die nur im Bistum Fulda bestehende KJF mit 500 Mitgliedern wurde 1988 von Erzbischof Johannes Dyba gegründet.
Viele der größeren Jugendverbände sind nicht nur auf Bistumsebene aktiv, sondern gliedern sich in örtliche Gruppen auf Pfarreiebene.
Die nicht im BDKJ vertretenen Verbände Schönstattjugend, KJF und OMI-Jugend sowie die Malteser Jugend veranstalten in Zusammenarbeit mit dem bischöflichen Jugendamt das jährliche diözesane Jugendfest Fest des Glaubens im Schönstattzentrum Dietershausen, an dem meist über 500 Jugendliche teilnehmen. Das bischöfliche Jugendamt und die KJF veranstalten außerdem jedes Jahr an Palmsonntag den diözesanen Weltjugendtag.

## Verbände
Folgende katholische Organisationen und Verbände sind im Bistum aktiv:
- Arbeitsgemeinschaft der Katholischen Verbände im Bistum Fulda
- Ackermann-Gemeinde
- Bonifatiuswerk
- Bund Katholischer Unternehmer e. V. (BKU)
- Cartellverband der katholischen deutschen Studentenverbindungen (CV)
- Familienbund der Katholiken
- Katholiken in Wirtschaft und Verwaltung (KKV)
- Katholische Arbeitnehmer-Bewegung (KAB)
- Katholische Jugend im Bistum Fulda (KJF)
- Katholischer Deutscher Frauenbund (KDFB)
- Katholische Frauengemeinschaft Deutschlands (kfd)
- Kolpingwerk
- Malteser Hilfsdienst e. V.
- Ritterorden vom Heiligen Grab zu Jerusalem
- Schönstattbewegung
- Marianische Männer und Jungmänner Sodalität „Mariä Himmelfahrt“ 1609, Fulda